# Anthony D'Alberto
Anthony D'Alberto (Lubumbashi, 13 ottobre 1994) è un calciatore congolese (Repubblica Democratica del Congo) naturalizzato belga, di origini italiane, difensore svincolato.

## Caratteristiche tecniche
È un terzino destro.

## Carriera
Ha esordito fra i professionisti il 3 ottobre 2015 con la maglia del Braga B in occasione del match perso 3-2 contro la Portimonense.
Il 10 gennaio di quell'anno, alla guida della sua auto, si schianta contro un albero causando la morte istantanea del ventenne centrocampista del Wolfsburg Junior Malanda. Questi stava raggiungendo i compagni di squadra in aeroporto per la partenza per una tournée in Sudafrica.